# پرچم برزیل
پرچم برزیل (به پرتغالی: Bandeira do Brasil)، شامل یک دایره آبی است که نماد آسمان پر ستاره است و یک نوار خمیده که بر روی آن شعار ملی برزیل نوشته شده: نظم و پیشرفت! (Ordem e Progresso) این شکل درون یک لوزی زرد رنگ قرار گرفته‌است که خود بر روی یک پس‌زمینه سبز دیده می‌شود. این پرچم برای اولین بار در ۱۹ نوامبر ۱۸۸۹ به رسمیت شناخته شد و به‌عنوان پرچم ملی و نشان ملی شناخته می‌شود و همچنین دارای تناسب ۷:۱۰ می‌باشد.

## تاریخچه

### امپراتوری برزیل (۱۸۲۲–۱۸۸۹)

پرچم مستقل پادشاهی برزیل (از تاریخ ۱۸ سپتامبر تا تاریخ ۱ دسامبر ۱۸۲۲)
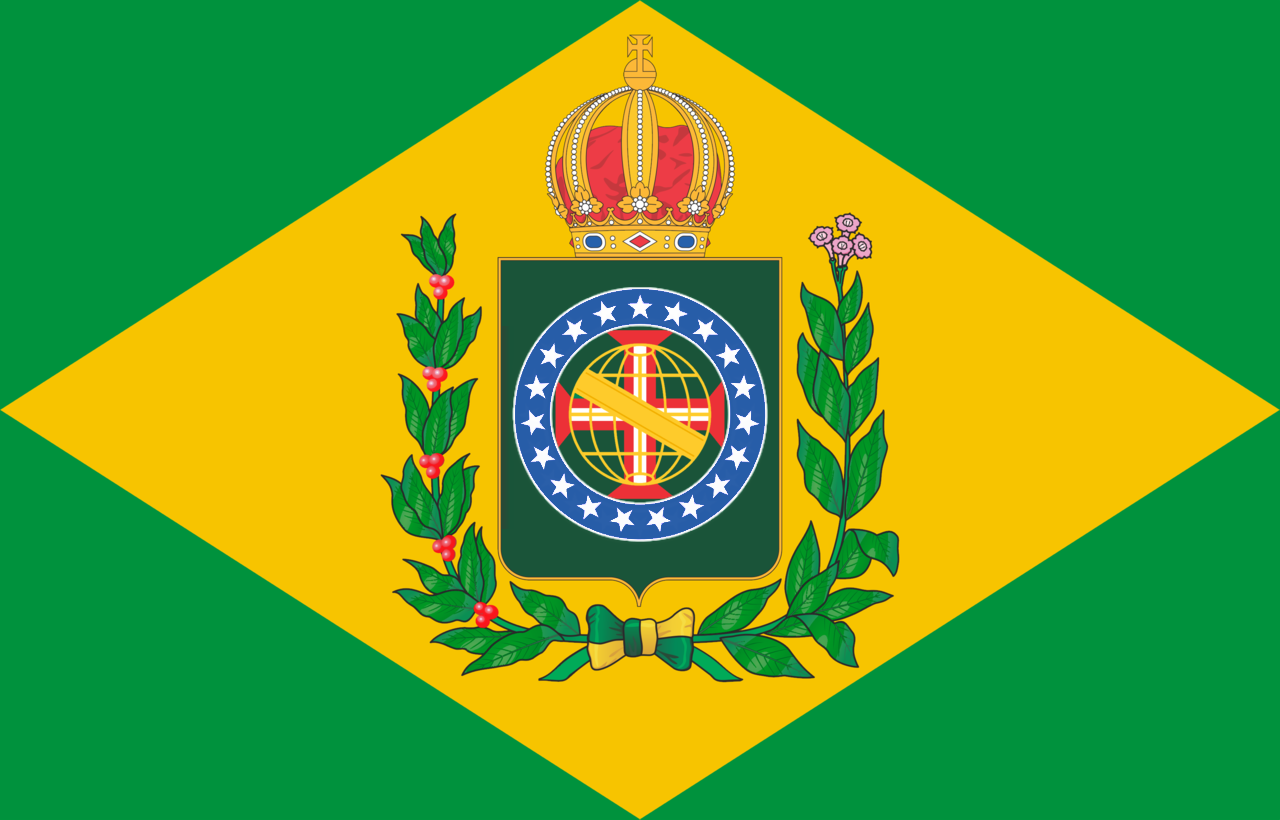
نخستین پرچم امپراتوری برزیل با ۱۹ ستاره (از سال۱۸۲۲ تا سال ۱۸۵۳). در تاریخ ۲۹ اوت ۱۸۵۳، قانون امپراتوری شماره ۷۰۴ استان پارانا را تشکیل داد که منجر به اضافه شدن ستاره بیستم به پرچم گردید.
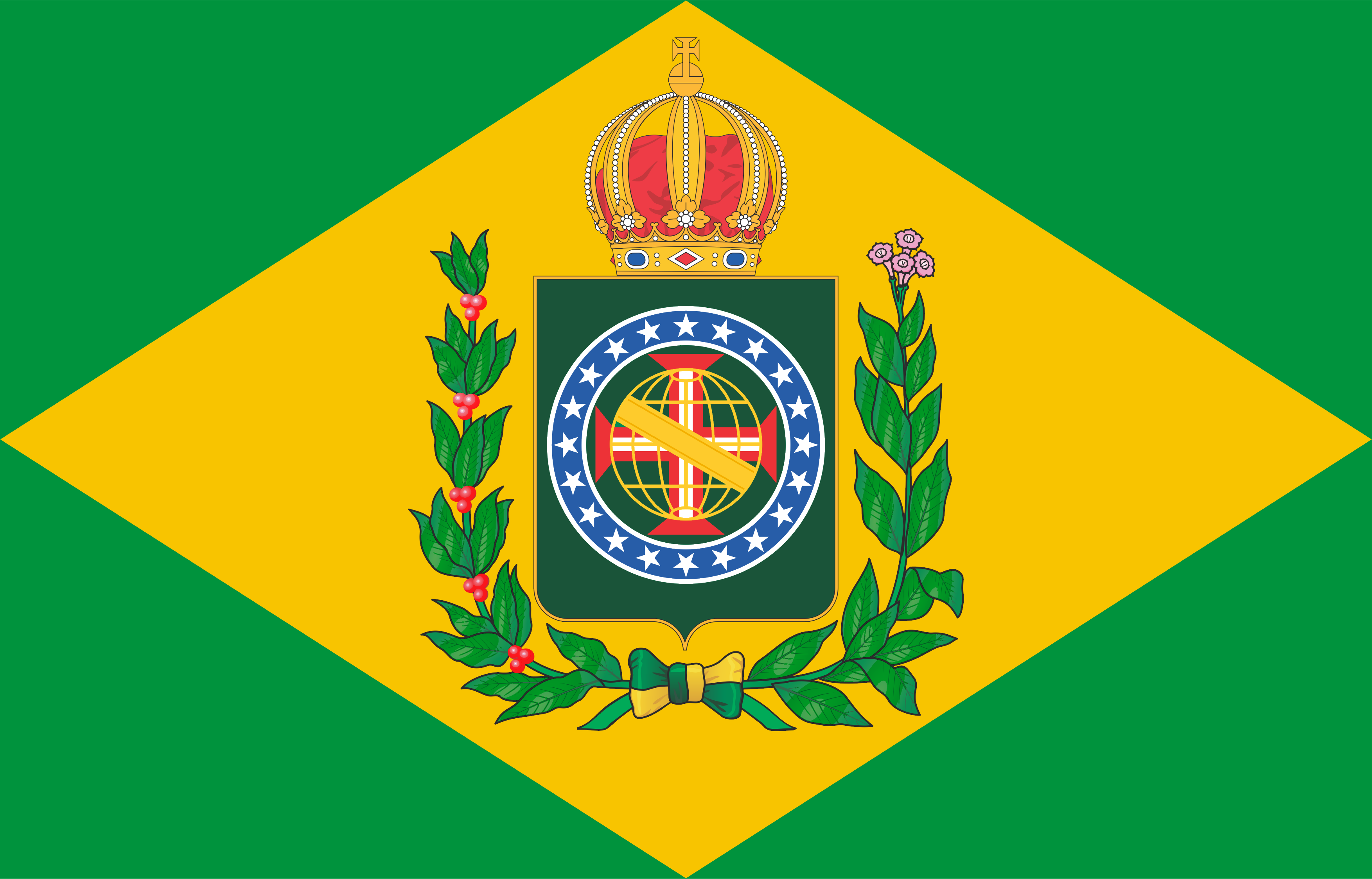
دومین پرچم امپراتوری برزیل با ۲۰ ستاره (از سال۱۸۵۳ تا سال ۱۸۸۹)

پرچم امپراتوری برزیل از جانب ژان-باتیست دبره به عنوان استاندارد سلطنتی شاهزاده سلطنتی و پادشاه بریتانیا، برزیل و آلگاروس طراحی گردید.
بعد از استقلال برزیل، و با تاجگذاری پدرو اول به عنوان امپراتور برزیل، استاندارد سلطنتی برای تحول پیدا کردن به پرچم امپراتوری برزیل اصلاح گردید. پرچم نوین بر روی یک لوزی زرد، و بر روی یک میدان سبز، نشان امپراتوری برزیل را آشکار می‌کند. رنگ‌های سبز و زرد متجلی خانه‌های دودمان پدرو اول و همسرش ماریا لئوپولدینا از اتریش بودند.
پرچم امپراتوری در طول پادشاهی پدروی دوم اندکی دگرگون شد، وقتیکه یک ستاره اضافی به بازوهای امپراتوری برزیل افزون گردید تا با سازمان سرزمینی جدید کشور سازگاری پیدا کند.

### جمهوری برزیل (۱۸۸۹–تاکنون)

پرچم موقت جمهوری ایالات متحده برزیل (از تاریخ ۱۵ تا تاریخ ۱۹ نوامبر ۱۸۸۹)
نخستین پرچم برزیل جمهوری‌خواه با طرح ۲۱ ستاره (۱۸۸۹–۱۹۶۰)
دومین پرچم برزیل جمهوری‌خواه با طرح ۲۲ ستاره (۱۹۶۰–۱۹۶۸)
نخستین پرچم جمهوری فدرال برزیل با طرح ۲۳ ستاره (۱۹۶۸–۱۹۹۲)
دومین پرچم جمهوری فدرال برزیل با طرح ۲۷ ستاره (۱۹۹۲–تاکنون)

بعد از اعلام جمهوری، یکی از پیشوایان غیرنظامی جنبش، حقوقدان روی باربوسا طرحی را برای پرچم جدید این کشور با تقلین کردن از پرچم ایالات متحده پیشنهاد نمود. این هواپیما از تاریخ ۱۵ تا ۱۹ نوامبر ۱۸۸۹ پرواز نمود، وقتی که مارشال دیودورو دا فونسکا (رئیس‌جمهور برزیل به عنوان موقت) طرح را وتو نمود، با اتکا نمودن به آشفتگی‌هایی که نشان می‌داد بیش از اندازه شبیه به پرچم یک کشور دیگر می‌باشد.
فونسکا پیشنهاد نمود که پرچم جمهوری جدید باید شبیه پرچم پیشین امپراتوری برزیل باشد. هدف از این کار تأکید بر ماندگار بودن وحدت ملی در دوران طی نمودن از پادشاهی مشروطه به جمهوری بود. ریموند تکسیرا مندز طرحی را عرضه کرد که در آن نشان سلطنتی با یک کره آسمانی آبی و شعار تجربه - گرایی جایگزین شد. به فونسکا عرضه گردید، که فوراً آن را قبول نمود. این پرچم توسط اعضایی که از جانب رایموندو تکسیرا مندز، میگل لموس، مانوئل پریراریس و دسیو ویلارس ایجاد شده بود طراحی شد. این کار رسماً در تاریخ ۱۹ نوامبر ۱۸۸۹ پذیرفته شد.
این پرچم در سه سری تغییر پیدا نمود تا ستاره‌های نظیری به پرچم افزون گردد تا حالت‌های تازه تشکیل شده را منعکس نماید: ۱۹۶۰ (۲۲ ستاره)، ۱۹۶۸ (۲۳ ستاره) و ۱۹۹۲ (۲۷ ستاره). برخلاف بسیاری از پرچم‌های ملی نظیر با عناصری که زیربخش‌های سیاسی را نمایان می‌کنند، تغییرات پرچم برزیل همیشه به‌سرعت بعد از سازمان‌دهی مجدد سیاسی صورت نمی‌گرفت، و در نتیجه در دوره‌های چند ساله تاریخ، عدم همگونی میان تعداد ستاره‌ها و تعداد ستاره‌ها وجود داشت. ایالت‌ها و ناحیه‌های فدرال. نوین‌ترین تغییر در تاریخ ۱۱ مه ۱۹۹۲ با اضافه شدن چهار ستاره به کره آسمانی (نماینده ایالت‌های تشکیل شده میان سال‌های ۱۹۸۲ و ۱۹۹۱) صورت گرفت و تغییر جزئی در موقعیت ستارگان برای همگونی با دستگاه مختصات سماوی تشکیل شد.

## استعمار و استقلال
تاریخچه پرچم بزریل با ورود پرتغالی‌ها به این کشور و استعمار آن گره خورده‌است. در این دوره، پرتغالی‌ها برزیل را به عنوان منبع درآمد و منابع طبیعی بهره‌برداری کردند. در دوران استعمار، برزیل به عنوان یکی از مهم‌ترین منابع قهوه، نیشکر و سویا در جهان شناخته می‌شد. در حال حاضر، برزیل یکی از کشورهای پیشرفته جهان است که اقتصاد آن به سرعت در حال رشد است و از نظر تولید محصولاتی مانند قهوه، نیشکر و سویا در مقام اول، و از نظر تولید غلات در مقام چهارم جهان قرار دارد. با ورود مهاجران ایتالیایی و اسپانیایی بزریل رشد کرده و وارد دوره جدیدی شد. برزیل دارای تنوع فرهنگی است که نتیجه قرن‌ها مهاجرت و استعمار توسط بسیاری از ملل اروپایی است. در قانون اساسی، قانونی وجود دارد که در صورت اضافه شدن ایالتی به این کشور باید تعداد ستاره‌های پرچم نیز بر اساس تعداد ایالت‌ها تغییر کند. جالب اینکه هر ستاره در پرچم بزریل محلی دقیق داشته و این نکته پرچم برزیل را به سخت‌ترین پرچم برای طراحی تبدیل کرده‌است.

## معنی علایم و رنگ‌ها
پس‌زمینه سبز و لوزی زرد از پرچم دوران امپراتوری برزیل حفظ شده‌است. در پرچم امپراتوری، رنگ سبز نمایانگر دودمان براگانسا پدرو اول، اولین امپراتور برزیل و رنگ زرد نشان دهنده دودمان هابسبورگ ملکه ماریا لئوپولدینا، همسر پدرو اول، بود.
دایره آبی با ستاره‌های پنج پر سفید موقعیت آسمان شهر ریودوژانیرو را در ۱۵ نوامبر ۱۸۸۹ منعکس می‌کند که صورت فلکی چلیپا (صلیب جنوبی) را نشان می‌دهد. اندازه هر ستاره مربوط به یکی از ایالت‌های برزیل، به نسبت اندازه جغرافیایی آن است و طبق قانون این کشور، در صورت ایجاد یا انقراض یک ایالت، پرچم باید به روز شود.

## نگارخانه
